# Bromelina kochalkai
Bromelina kochalkai är en spindelart som beskrevs av Antonio D. Brescovit 1993. Bromelina kochalkai ingår i släktet Bromelina och familjen spökspindlar.
Artens utbredningsområde är Colombia. Inga underarter finns listade.